# مصفوفة متماثلة

منقولة مصفوفة A قد يُرمز إليها ب A^{T} .يُحصل عليها بنقل عناصر المصفوفة الأصلية إلى الجانب الآخر بالنسبة إلى القُطر الرئيسي. إعادة عملية نقل عناصر منقولة مصفوفة ما، يعود بهم إلى مكانهم الأصلي.

في الجبر الخطي، مصفوفة متماثلة أو مصفوفة متناظرة (بالإنجليزية: Symmetric matrix)‏ هي مصفوفة مربعة تساوي منقولتها.
{\displaystyle A=A^{\top }}
بما أن عدد أسطر مصفوفة ما يساوي عدد أعمدة منقولتها، وأن عدد أعمدتها يساوي عدد أسطر منقولتها، فإنه لا يمكن الحديث عن مصفوفة متماثلة إلا إذا كان عدد السطور يساوي عدد الأعمدة، أي أن المصفوفة المتماثلة ينبغي أن تكون حتما مربعة. على سبيل المثال، المصفوفة التالية ذات البعد 3×3 متماثلة.
{\displaystyle {\begin{bmatrix}1&7&3\\7&4&-5\\3&-5&6\end{bmatrix}}.}
كل مصفوفة قطرية مربعة هي مصفوفة متماثلة بما أن جميع مداخلها غير الواقعة على القطر الرئيسي تساوي صفرا. وبشكل مماثل لذلك، جميع مداخل القطر الرئيسي لمصفوفة متماثلة منحرفة تساوي الصفر.

## وصلات خارجية
- MIT Linear Algebra Lecture on Matrix Transposes
- Transpose, mathworld.wolfram.com
- Transpose, planetmath.org
- Khan Academy introduction to matrix transposes